# Manfred Ahne
Manfred Ahne (* 2. Juni 1961 in Selb) ist ein ehemaliger deutscher Eishockeyspieler.

## Karriere
Aus dem Nachwuchs des VER Selb stammend kam er erstmals bei seinem Stammverein in der ersten Mannschaft in der Saison 1978/79 zum Einsatz und stieg mit dem Verein in die 2. Bundesliga 1980/81 auf. Nach finanziellen Problemen in Selb wechselte er – zuerst auf Leihbasis – 1982 nach Rosenheim zum Sportbund DJK Rosenheim in die Eishockey-Bundesliga. In Rosenheim blieb er auch nach dem freiwilligen Rückzug in die 2. Bundesliga 1992/93, bevor er im Sommer 1993 innerhalb der Liga zum EC Kassel für die Saison 1993/94 wechselte und dort nach Einführung der DEL noch die Saison 1994/95 blieb. Im Sommer 1995 wechselte er zurück nach Selb zum ERC Selb in die 1. Liga. Nach der Saison 1999/00 wechselte er für seine letzte Saison 2000/01 von Selb zum ESV Bayreuth.
Für die deutsche Eishockeynationalmannschaft nahm er
- bei den Olympischen Winterspielen 1984 und
- bei den Eishockey-Weltmeisterschaften 1985, 1986, 1987, 1988 und 1989

teil.
Dabei bestritt er 82 Länderspiele, davon 39 bei Weltmeisterschaften.
Mit dem SB Rosenheim wurde in der Saison 1984/85 und Saison 1988/89 Deutscher Meister.
Als Trainer stand er nach der Neugründung des VER Selb an der Bande der Wölfe. Er führte den VER ab der Saison 04/05 durch die Bezirks- und Landesliga in die Bayernliga. Dort wurde er in der Saison 08/09 von Bernd Setzer abgelöst.